# Коада-Стинчій
Коада-Стинчій (рум. Coada Stâncii) — село у повіті Ясси в Румунії. Входить до складу комуни Унгень.
Село розташоване на відстані 332 км на північ від Бухареста, 10 км на північний схід від Ясс.

## Населення
За даними перепису населення 2002 року у селі проживали 604 особи, усі — румуни. Усі жителі села рідною мовою назвали румунську.